# Ревизия расчётов
Ревизия расчётов — проверка законности и правильности осуществления хозяйственных операций, касающихся финансовых обязательств хозяйствующего субъекта, их документального оформления и принятия к учёту, а именно:
- расчётов с поставщиками и подрядчиками за поставленные товары, выполненные работы, оказанные услуги,
- расчётов с покупателями и заказчиками за реализуемую продукцию,
- расчётов с подотчётными лицами,
- расчётов по полученным займам и кредитам,
- расчётов с бюджетом по налогам и сборам,
- расчётов с прочими дебиторами и кредиторами.

Ревизия расчётов может осуществляться в рамках мероприятия финансового контроля (например, документальной ревизии) либо как отдельная проверка.

## Инвентаризация финансовых обязательств
Инвентаризация финансовых обязательств проводится путём составления с контрагентами актов сверки взаиморасчётов, где фиксируется сумма задолженности одной стороны другой на дату составления акта. В случае отсутствия разногласий (сумма задолженности одинакова в бухгалтерском учёте обеих сторон) акт может представлять собой просто удостоверение этой суммы подписями руководителей и главных бухгалтеров обеих организаций. Если разногласия обнаруживаются, то акт сверки взаиморасчётов составляется в расширенной форме, где перечисляются все первичные учётные документы по получению и по оплате товаров (работ, услуг) с даты подписания предыдущего акта.
Ревизор вправе потребовать направления акта сверки всем или избранным им контрагентам направления акта сверки взаиморасчётов. Такой акт по состоянию на любую дату должен быть рассмотрен контрагентом в 10-дневный срок и либо подписан, либо должно быть заявлено о разногласиях. Подобные акты сверок могут подписываться также с кредитными организациями, с территориальными налоговыми органами по расчётам с бюджетом.

## Анализ состава и структуры задолженности
Ревизор должен проанализировать состав и структуру задолженности (в большей мере, дебиторской), её динамику. Если оценить задолженность по датам возникновения (чего бухгалтерия обычно не делает), это может дать почву для суждения о платёжеспособности некоторых дебиторов. Превышение роста дебиторской задолженности над ростом объёмов реализации свидетельствует чаще всего о низком уровне внутреннего контроля за дебиторской задолженностью.
Просроченная дебиторская задолженность может быть неистребованной, истребованной или списанной. Неистребованная дебиторская задолженность — это такая задолженность, по которой кредитор не принял меры к её возврату. Обычно такой мерой является претензия, то есть письменное уведомление, которое один участник договора направляет другому в случае, если тот нарушил свои обязательства по договору. Претензия состоит из двух частей.
1. Содержательная часть содержит:
  - историю возникновения долга,
  - ссылки на первичные документы, служащие основанием и подтверждением наличия задолженности.
2. Претензионная часть содержит конкретные требования к должнику:
  - сроки погашения задолженности (если они не указаны, то определяются по умолчанию согласно гражданскому законодательству),
  - предложение уплатить финансовые санкции в соответствии с договором или гражданским законодательством (штрафы, пени, неустойки).

Если с помощью претензии разногласия не улажены, то кредитор может подать иск в арбитражный суд, при этом ответчику направляется копия искового заявления.
Если меры по взысканию дебиторской задолженности принимались кредитором, но погашения не произошло, такая задолженность является истребованной и списывается по истечении срока исковой давности (обычно 3 года). Списание осуществляется на основании распоряжения руководителя предприятия, сумма задолженности, нереальной к взысканию, относится на убыток хозяйствующего субъекта. Списанная дебиторская задолженность однако учитывается на забалансовом счёте для наблюдения за возможностью её взыскания в случае изменения имущественного положения должника.

## Ревизия расчётов с подотчётными лицами
Подотчётными лицами называются штатные работники хозяйствующего субъекта, получающие наличные деньги из кассы авансом для их использования в интересах организации. Расчёты с подотчётными лицами возникают, в основном:
- по командировочным расходам,
- по хозяйственным расходам.

Подотчётные суммы могут выдаваться сотрудникам по приказу или распоряжению руководителя предприятия в определённых целях и на определённый срок. По факту использования подотчётной суммы по назначению, подотчётное лицо составляет первичный документ — авансовый отчёт, к которому прикладывает документы, подтверждающие расход.

### Расчёты по командировочным расходам
При ревизии расчётов по командировочным расходам целесообразно убедиться в выполнении следующих правил:
1. Продолжительность командировки не превышает срока, указанного в приказе на командирование; а также законодательно установленного максимального срока командировки, расходы на которую могут быть отнесены на себестоимость.
2. Если пункт командировки расположен так, что по условиям транспортного сообщения работник может ежедневно возвращаться домой — оплата суточных и найма жилого помещения не производится.
3. В служебную командировку могут направляться только штатные работники предприятия (исключая работающих по договору подряда).
4. Для командирования работника издаётся приказ о его командировке[1]. На его основании работник может получить аванс на командировочные расходы.
5. Фактическое время нахождения работника в командировке определяется согласно билетам на проезд к месту командировки и обратно.
6. По возвращении из командировки работник обязан в трёхдневный срок представить на утверждение руководителю предприятия авансовый отчёт с приложением командировочного удостоверения и оправдательных документов.

В состав расходов по служебным командировкам включаются затраты:
- по найму жилого помещения и его бронированию;
- по проезду к месту командировки и обратно на воздушном, железнодорожном, водном или автомобильном транспорте (кроме такси);
- по бронированию авиабилетов, обязательному страхованию пассажиров, сборам за предварительную оплату билетов, пользование в поездах постельными принадлежностями, проезду в аэропорт, провозу багажа;
- суточные за время нахождения в командировке, включая полностью сутки отъезда и сутки приезда.

### Расчёты по хозяйственным расходам
При выдаче денежных средств под отчёт на хозяйственные расходы организация обязана:
1. Определить сумму подотчётных средств, цель и срок, на который она выдаётся.
2. Получить от подотчётного лица отчёт о расходах не позднее трёх рабочих дней по истечении срока аванса.
3. Выдавать денежные средства работнику под отчёт только при условии сдачи им отчёта по ранее выданному авансу.
4. Запретить передачу подотчётных денежных средств от одного лица другому.

В организации должен быть утверждённый руководителем список работников, которым могут выдаваться под отчёт наличные денежные средства на административно-хозяйственные и операционные расходы.
Наиболее часто встречаются следующие нарушения:
- выдача денег под отчёт лицам, не являющимся постоянными работниками организации,
- выдача денег под отчёт лицам, не отчитавшимся по ранее полученным авансам,
- выдача денег под отчёт лицам, не указанным в утверждённом списке авансодержателей.